# Eezione
Eezione (in greco antico: Ἠετίων?, Ēetíōn) è un personaggio della mitologia greca. Fu re di Tebe Ipoplacia.

## Genealogia
Fu padre di Andromaca e di altri sette figli tra cui Pode.

## Mitologia
Fu ucciso da Achille insieme a tutti i figli maschi (tranne Pode, che si era rifugiato a Troia), ma non fu spogliato delle sue armi (come era usanza fare quando si abbatteva un nemico). Achille infatti ne ebbe rispetto, come fosse un nemico valoroso, uno dei pochi che avesse mai temuto. Eezione fu quindi fatto bruciare con le sue armi e gli venne dedicato un sepolcro con alcuni olmi intorno, piantati dalle ninfe montane.(Non deve essere confuso con Eezione re di Imbro, un'isoletta del mare Egeo che si trova in prossimità dello stretto dell'Ellesponto, e che fu colui che riscattò Licaone figlio di Priamo)